# Цветен прашец
 Тази статия е за вида прах от гаметофити.  За селото в Северна Италия вижте Полен (Италия).  
Цветният прашец или полен е фин прах, съставен от микроскопични гаметофити (поленови зърна), от които се развиват мъжките гамети на семенните растения. Твърдата обвивка на поленовите зърна предпазва намиращите се във вътрешността им гамети по време на тяхното пренасяне от тичинките до плодника при процеса на опрашване.